# Dochmiocera aurilineata
Dochmiocera aurilineata är en tvåvingeart som beskrevs av Hardy 1922. Dochmiocera aurilineata ingår i släktet Dochmiocera och familjen vapenflugor. Inga underarter finns listade i Catalogue of Life.